# Tessa Ía
Tessa Ía González Norvind (Ciudad de México, 3 de abril de 1995), conocida simplemente como Tessa Ía, es una actriz y cantante mexicana. Ha destacado por sus papeles en las películas Después de Lucía y Camino a Marte, y en las series Narcos: México, y Desenfrenadas, ambas de Netflix. 
Es hija de la actriz Nailea Norvind y del abogado Fernando González Parra, y nieta de Eva Norvind. También es media hermana de la actriz Camila Sodi, quien es hija del matrimonio del abogado González Parra con la escritora Ernestina Sodi.

## Trayectoria

### Como actriz
Ha actuado desde los nueve años en diversas producciones, la primera de ellas Rebelde (2004), donde interpretó a Loli Arango, la hermana menor de Miguel, papel interpretado por Alfonso Herrera. Después, interpretó el personaje de María Martínez en la película The Burning Plain, dirigida por Guillermo Arriaga Jordán en el 2008, en la cual actuó al lado de Charlize Theron y Jennifer Lawrence.
Su trabajo como actriz adquirió relevancia por su participación en Después de Lucía, película de 2012 dirigida por Michel Franco que ganó el premio Un Certain Regard en el Festival de Cine de Cannes de ese año. En 2017, protagonizó (junto a su media hermana Camila Sodi y a Luis Gerardo Méndez) la película Camino a Marte, del director Humberto Hinojosa Ozcáriz. En 2018, en Los adioses, dirigida por Natalia Beristáin, interpretó a Rosario Castellanos en su juventud.
Además, ha participado en diversas obras de teatro, entre las que destacan Hard Candy y La llamada, esta última de los directores Javier Calvo y Javier Ambrossi.
En 2019 apareció en Narcos México, de Netflix, como la novia de Rafael Caro Quintero, personaje interpretado en la ficción por Tenoch Huerta. 
El 28 de febrero de 2020 estrenó la serie juvenil mexicana Desenfrenadas, también distribuida por Netflix y producida por caponeto. Esta serie, creada y dirigida por Diego Martínez Ulanosky, es protagonizada por Bárbara López, Lucía Uribe Bracho y Coty Camacho junto a Tessa. 
Protagonizó la serie De brutas, nada publicada en Amazon Prime Vídeo, donde interpreta a la protagonista Cristina.

### En la música
Comenzó a componer a los 13 años de edad, además de escribir poesía, cosa que caracteriza las letras de sus canciones.
Interpretó, junto a Los Ángeles Azules, la canción "Hermoso bebé", incluida en el álbum de dicha banda De plaza en plaza, publicado en 2016.
En ese mismo año edita su primer sencillo bajo el título Búfalo. El 28 de octubre de 2016 publicó su primer álbum, titulado Correspondencia, siendo el primer sencillo de este trabajo la canción "Acicálame". En este álbum se incluyen diez canciones, incluida "Búfalo".

## Filmografía
| Año  | Título                             | Rol             | Notas        |
| ---- | ---------------------------------- | --------------- | ------------ |
| 2025 | Algo azul                          | Eli             |              |
| 2022 | Dos más dos                        | Lucy            |              |
| 2021 | La casa de las flores: la película | Esperanza Joven |              |
| 2020 | Nahui                              |                 |              |
| 2019 | Sin regreso                        | Emilia          | Cortometraje |
| 2018 | Preludio a una siesta              | Lizzy           |              |
| 2018 | Rubirosa 3                         | Adele           |              |
| 2018 | Los adioses                        | Rosario         |              |
| 2017 | Camino a Marte                     | Emilia          |              |
| 2016 | Sonata y bronce                    |                 | Cortometraje |
| 2015 | How do I look?                     | Luz             | Cortometraje |
| 2015 | Pink Magnolia                      |                 |              |
| 2014 | Dulce dolor                        | Piñata          | Cortometrjae |
| 2013 | Monstruo                           | Sara            | Cortometrjae |
| 2013 | Reflexión                          | Anna            | Cortometrjae |
| 2013 | Corre sin mirar atrás              | Aura            | Cortometrjae |
| 2012 | Después de Lucía                   | Alejandra       |              |
| 2008 | The Burning Plan                   | María           |              |

| Año       | Título                        | Rol                           | Notas        |
| --------- | ----------------------------- | ----------------------------- | ------------ |
| 2024      | Mujeres Asesinas              | Aurora                        | 1 episodio   |
| 2023      | Sierra Madre: Prohibido Pasar | Roberta Parra                 | 9 episodios  |
| 2023      | La vida secreta de tu mente   |                               | Voz          |
| 2020-2023 | De brutas, nada               | Cristina Oviedo               | 30 episodios |
| 2020      | Desenfrenadas                 | Vera                          | 10 episodios |
| 2018      | Narcos: México                | Sofía Conesa                  | 6 episodios  |
| 2015      | El capitán Camacho            |                               | 1 episodio   |
| 2004-2005 | Rebelde                       | Dolores "Loly" Arango Cervera | 47 episodios |

## Discografía

### Álbumes de estudio
- 2016: Correspondencia

1. Circo.
2. Acicálame.
3. Cascabel.
4. Elefantes.
5. Ultravioleta.
6. Búfalo.
7. Antigris.
8. Hombres.
9. Cerdo.
10. Incendio.

### EPs
- 2019: Breve Vol. I

1. Tú y yo ft. Carla Morrison.
2. Luciérnagas.
3. La Nada.
4. Quimeras.

- 2020: Breve Vol. II

1. Cariño.
2. Cooleros.
3. Morpho Menelaus.
4. De Alcactraces y Estampidas.
5. Bajo Tu Ala.

- 2021: Naïf

1. Yo No Canto.
2. Superestrella De La Botella.
3. Tessa Terremoto.